# كريس رومر
كريس رومر هو سياسي أمريكي، ولد في 1959 في دنفر في الولايات المتحدة. نشط حزبياً في الحزب الديمقراطي. وقد انتخب عضو مجلس ولاية كولورادو ‏.